# عمر اپس
عمر هاشم اپس (انگلیسی: Omar Hashim Epps) یک بازیگر، خواننده رپ و ترانه‌نویس آمریکایی است که شهرت او بیشتر به دلیل بازی نقش دکتر اریک فورمن در سریال دکتر هاوس است. او در فیلم های جوخه مد، آموزش برتر، ترفند، طرح، در عمق زیاد، رهایی و در برابر طناب نیز بازی کرده است.

## زندگی شخصی
اپس در بروکلین نیویورک زاده شد. والدین او در زمان کودکیش از یکدیگر جدا شدند و او توسط مادرش که یک مدیر مدرسه بود بزرگ شد. او در محل‌های زیادی زندگی کرده‌است و قبل از ورود به زمینه بازیگری در یک گروه رپ به نام Wolfpack، که با پسر عموی خود در سال ۱۹۹۱ راه انداخته بود،خوانندگی می‌کرد. او از سن ۱۰ سالگی نوشتن شعر، داستان‌های کوتاه و آهنگ را شروع کرد.